# Salisbury (New Hampshire)
Pour les articles homonymes, voir Salisbury.
Salisbury est une ville américaine située dans le comté de Merrimack dans l'État du New Hampshire. En 2010, sa population est de 1 382 habitants.